# Micarea cinerea
Micarea cinerea är en lavart som först beskrevs av Schaer., och fick sitt nu gällande namn av Hedl. Micarea cinerea ingår i släktet Micarea och familjen Pilocarpaceae.  Arten är reproducerande i Sverige. Inga underarter finns listade i Catalogue of Life.